# Leichtathletik-Hallenweltmeisterschaften 2024
Die 19. Leichtathletik-Hallenweltmeisterschaften (offiziell: World Athletics Indoor Championships Glasgow 2024) fanden vom 1. bis 3. März 2024 in der größten schottischen Stadt Glasgow statt. Am 1. Dezember 2021 vergab das World Athletics Council auf seinem Treffen in Monaco die Titelkämpfe an Glasgow. Zum dritten Mal (nach Birmingham 2003 und 2018) wurden die Hallenweltmeisterschaften im Vereinigten Königreich ausgetragen. Glasgow war Schauplatz der Halleneuropameisterschaften 1990 und 2019. Wie bereits 2019 fanden die Wettkämpfe in der Emirates Arena statt.

## Qualifikationsnormen
Die Qualifikationsnormen mussten zwischen dem 1. Januar 2023 und dem 8. Februar 2024 erbracht werden. Maximal dürfen zwei Athleten pro Nation und Event antreten, ausgenommen Inhaber einer Wildcard. Unabhängig davon darf jedes Landes zumindest einen Athleten für einen Laufbewerb außer die 800 m nominieren.
| Sportart                   | Männer Halle / Freiluft                       | Frauen Halle / Freiluft                       | Gesamtanzahl |
| -------------------------- | --------------------------------------------- | --------------------------------------------- | ------------ |
| 60 Meter                   | 6,58 s / 10,00 s                              | 7,19 s / 11,05 s                              | 56           |
| 400 Meter                  | 45,00 s / 44,80 s                             | 51,60 s / 50,50 s                             | 30           |
| 800 Meter                  | 1:46,00 min / 1:44,00 min                     | 2:00,80 min / 1:58,00 min                     | 30           |
| 1500 Meter (Meile)         | 3:36,00 min (3:53,50) / 3:32,00 min (3:48,80) | 4:06,50 min (4:26,00) / 4:00,00 min (4:18,00) | 30           |
| 3000 Meter (5000 Meter)    | 7:34,00 min / 7:29,00 min (12:50,00)          | 8:37,00 min / 8:27,00 min (14:32,00)          | 15           |
| 60 m Hürden (100 m Hürden) | 7,62 s (13,28)                                | 8,02 s (12,80)                                | 48           |
| Hochsprung                 | 2,34 m                                        | 1,98 m                                        | 12           |
| Stabhochsprung             | 5,90 m                                        | 4,80 m                                        | 12           |
| Weitsprung                 | 8,28 m                                        | 6,89 m                                        | 16           |
| Dreisprung                 | 17,25 m                                       | 14,62 m                                       | 16           |
| Kugelstoßen                | 21,70 m                                       | 19,30 m                                       | 16           |
| Siebenkampf / Fünfkampf    | Einladung                                     | Einladung                                     | 12           |

## Ergebnisse Männer

### 60 m
| Platz | Athlet             | Land | Zeit (s) |
| ----- | ------------------ | ---- | -------- |
| 1     | Christian Coleman  | USA  | 6,41 WL  |
| 2     | Noah Lyles         | USA  | 6,44     |
| 3     | Ackeem Blake       | JAM  | 6,46     |
| 4     | Ferdinand Omanyala | KEN  | 6,56     |
| 5     | Henrik Larsson     | SWE  | 6,56     |
| 6     | Emmanuel Eseme     | CMR  | 6,68     |
| 7     | Shūhei Tada        | JPN  | 6,70     |
| 8     | Chituru Ali        | ITA  | 7,00     |

1. März 2024

### 400 m
| Platz | Athlet           | Land | Zeit (s) |
| ----- | ---------------- | ---- | -------- |
| 1     | Alexander Doom   | BEL  | 45,25 NR |
| 2     | Karsten Warholm  | NOR  | 45,34 SB |
| 3     | Rusheen McDonald | JAM  | 45,65 PB |
| 4     | João Coelho      | POR  | 45,86 NR |
| 5     | Attila Molnár    | HUN  | 46,11    |
| 6     | Matěj Krsek      | CZE  | 46,47    |

2. März 2024

### 800 m
| Platz | Athlet            | Land | Zeit (min) |
| ----- | ----------------- | ---- | ---------- |
| 1     | Bryce Hoppel      | USA  | 1:44,92 WL |
| 2     | Andreas Kramer    | SWE  | 1:45,27 SB |
| 3     | Eliott Crestan    | BEL  | 1:45,32    |
| 4     | Catalin Tecuceanu | ITA  | 1:46,39    |
| 5     | Mariano García    | ESP  | 1:48,77    |
| 6     | Benjamin Robert   | FRA  | DSQ        |

3. März 2024

### 1500 m
| Platz | Athlet             | Land | Zeit (min) |
| ----- | ------------------ | ---- | ---------- |
| 1     | George Beamish     | NZL  | 3:36,54 PB |
| 2     | Cole Hocker        | USA  | 3:36,69 PB |
| 3     | Hobbs Kessler      | USA  | 3:36,72    |
| 4     | Isaac Nader        | POR  | 3:36,97    |
| 5     | Narve Gilje Nordås | NOR  | 3:37,03 PB |
| 6     | Adel Mechaal       | ESP  | 3:37,76    |
| 7     | Samuel Tefera      | ETH  | 3:38,10    |
| 8     | Samuel Pihlström   | SWE  | 3:38,35    |

3. März 2024

### 3000 m
| Platz | Athlet         | Land | Zeit (min) |
| ----- | -------------- | ---- | ---------- |
| 1     | Josh Kerr      | GBR  | 7:42,98    |
| 2     | Yared Nuguse   | USA  | 7:43,59    |
| 3     | Selemon Barega | ETH  | 7:43,64    |
| 4     | Getnet Wale    | ETH  | 7:44,77    |
| 5     | Olin Hacker    | USA  | 7:45,40 SB |
| 6     | Adel Mechaal   | ESP  | 7:45,67    |
| 7     | Pietro Arese   | ITA  | 7:46,46    |
| 8     | John Heymans   | BEL  | 7:48,18    |

2. März 2024

### 60 m Hürden
| Platz | Athlet            | Land | Zeit (s) |
| ----- | ----------------- | ---- | -------- |
| 1     | Grant Holloway    | USA  | 7,29 CR  |
| 2     | Lorenzo Simonelli | ITA  | 7,43 NR  |
| 3     | Just Kwaou-Mathey | FRA  | 7,47     |
| 4     | Enrique Llopis    | ESP  | 7,53     |
| 5     | Jakub Szymański   | POL  | 7,53     |
| 6     | Trey Cunningham   | USA  | 7,53     |
| 7     | Michael Obasuyi   | BEL  | 7,55     |
| 8     | Milan Trajkovic   | CYP  | 7,59     |

2. März 2024

### 4 × 400 m Staffel
| Platz | Land               | Athleten                                                              | Zeit (min) |
| ----- | ------------------ | --------------------------------------------------------------------- | ---------- |
| 1     | Belgien            | Jonathan Sacoor Dylan Borlée Christian Iguacel Alexander Doom         | 3:02,53 WL |
| 2     | Vereinigte Staaten | Jacory Patterson Matthew Boling Noah Lyles Christopher Bailey         | 3:02,60 SB |
| 3     | Niederlande        | Liemarvin Bonevacia Ramsey Angela Terrence Agard Tony van Diepen      | 3:04,25 NR |
| 4     | Kenia              | Wiseman Mukhobe Zablon Ekhal Ekwam Kelvin Sane Tauta Boniface Mweresa | 3:06,71 AR |
| 5     | Polen              | Maksymilian Szwed Jan Wawrzkowicz Daniel Sołtysiak Mateusz Rzeźniczak | 3:08,00    |
|       | Portugal           | Ericsson Tavares João Coelho Ricardo dos Santos Omar Elkhatib         | DSQ        |

3. März 2024

### Hochsprung
| Platz | Athlet             | Land | Höhe (m) |
| ----- | ------------------ | ---- | -------- |
| 1     | Hamish Kerr        | NZL  | 2,36 WL  |
| 2     | Shelby McEwen      | USA  | 2,28     |
| 3     | Woo Sang-hyeok     | KOR  | 2,28     |
| 4     | Oleh Doroschtschuk | UKR  | 2,24     |
| 5     | Jan Štefela        | CZE  | 2,24     |
| 6     | Vernon Turner      | USA  | 2,24     |
| 7     | Norbert Kobielski  | POL  | 2,24     |
| 8     | Edgar Rivera       | MEX  | 2,20     |

3. März 2024

### Stabhochsprung
| Platz | Athlet             | Land | Höhe (m) |
| ----- | ------------------ | ---- | -------- |
| 1     | Armand Duplantis   | SWE  | 6,05     |
| 2     | Sam Kendricks      | USA  | 5,90     |
| 3     | Emmanouil Karalis  | GRE  | 5,85     |
| 4     | Christopher Nilsen | USA  | 5,75     |
| 5     | Kurtis Marschall   | AUS  | 5,75     |
| 6     | Ben Broeders       | BEL  | 5,65     |
| 7     | Thibaut Collet     | FRA  | 5,65     |
| 8     | Menno Vloon        | NED  | 5,65     |

3. März 2024

### Weitsprung
| Platz | Athlet              | Land | Weite (m) |
| ----- | ------------------- | ---- | --------- |
| 1     | Miltiadis Tendoglou | GRE  | 8,22      |
| 2     | Mattia Furlani      | ITA  | 8,22      |
| 3     | Carey McLeod        | JAM  | 8,21 SB   |
| 4     | Simon Batz          | GER  | 8,06      |
| 5     | Jarrion Lawson      | USA  | 8,06 SB   |
| 6     | Tajay Gayle         | JAM  | 7,89      |
| 7     | William Williams    | USA  | 7,83      |
| 8     | Thobias Montler     | SWE  | 7,80      |

2. März 2024

### Dreisprung
| Platz | Athlet               | Land | Weite (m) |
| ----- | -------------------- | ---- | --------- |
| 1     | Hugues Fabrice Zango | BUR  | 17,53     |
| 2     | Yasser Triki         | ALG  | 17,35     |
| 3     | Tiago Pereira        | POR  | 17,08 SB  |
| 4     | Fang Yaoqing         | CHN  | 16,93 SB  |
| 5     | Emmanuel Ihemeje     | ITA  | 16,90     |
| 6     | Donald Scott         | USA  | 16,88 SB  |
| 7     | Zhu Yaming           | CHN  | 16,72 SB  |
| 8     | Lázaro Martínez      | CUB  | 16,69     |

2. März 2024

### Kugelstoßen
| Platz | Athlet                | Land | Weite (m) |
| ----- | --------------------- | ---- | --------- |
| 1     | Ryan Crouser          | USA  | 22,77 CR  |
| 2     | Tomas Walsh           | NZL  | 22,07     |
| 3     | Leonardo Fabbri       | ITA  | 21,96     |
| 4     | Zane Weir             | ITA  | 21,85 SB  |
| 5     | Jacko Gill            | NZL  | 21,69 SB  |
| 6     | Chukwuebuka Enekwechi | NGR  | 21,60     |
| 7     | Darlan Romani         | BRA  | 21,11 SB  |
| 8     | Filip Mihaljević      | CRO  | 20,73     |

1. März 2024

### Siebenkampf
| Platz | Athletin          | Land | Punkte     |
| ----- | ----------------- | ---- | ---------- |
| 1     | Simon Ehammer     | SUI  | 6418 WL NR |
| 2     | Sander Skotheim   | NOR  | 6407 NR    |
| 3     | Johannes Erm      | EST  | 6340 PB    |
| 4     | Ken Mullings      | BAH  | 6242       |
| 5     | Makenson Gletty   | FRA  | 6187       |
| 6     | Vilém Stráský     | CZE  | 6080 PB    |
| 7     | Sven Jansons      | NED  | 6076 PB    |
| 8     | Jente Hauttekeete | BEL  | 5940       |

3. März 2024

## Ergebnisse Frauen

### 60 m
| Platz | Athletin               | Land | Zeit (s) |
| ----- | ---------------------- | ---- | -------- |
| 1     | Julien Alfred          | LCA  | 6,98 =WL |
| 2     | Ewa Swoboda            | POL  | 7,00     |
| 3     | Zaynab Dosso           | ITA  | 7,05     |
| 4     | Zoe Hobbs              | NZL  | 7,06 AR  |
| 5     | Mikiah Brisco          | USA  | 7,08     |
| 6     | Rani Rosius            | BEL  | 7,14     |
| 7     | Patrizia van der Weken | LUX  | 7,15     |
|       | Aleia Hobbs            | USA  | DNS      |

2. März 2024

### 400 m
| Platz | Athletin           | Land | Zeit (s)  |
| ----- | ------------------ | ---- | --------- |
| 1     | Femke Bol          | NED  | 49,17 WR  |
| 2     | Lieke Klaver       | NED  | 50,16     |
| 3     | Alexis Holmes      | USA  | 50,24 PB  |
| 4     | Laviai Nielsen     | GBR  | 50,89 PB  |
| 5     | Talitha Diggs      | USA  | 51,23 =SB |
| 6     | Susanne Gogl-Walli | AUT  | 51,37 NR  |

2. März 2024

### 800 m
| Platz | Athletin                | Land | Zeit (min) |
| ----- | ----------------------- | ---- | ---------- |
| 1     | Tsige Duguma            | ETH  | 2:01,90    |
| 2     | Jemma Reekie            | GBR  | 2:02,72    |
| 3     | Noélie Yarigo           | BEN  | 2:03,15    |
| 4     | Vivian Chebet Kiprotich | KEN  | 2:03,76    |
| 5     | Habitam Alemu           | ETH  | 2:03,89    |
| 6     | Halimah Nakaayi         | UGA  | 2:05,53    |

3. März 2024

### 1500 m
| Platz | Athletin            | Land | Zeit (min) |
| ----- | ------------------- | ---- | ---------- |
| 1     | Freweyni Hailu      | ETH  | 4:01,46    |
| 2     | Nikki Hiltz         | USA  | 4:02,32 PB |
| 3     | Emily Mackay        | USA  | 4:02,69 PB |
| 4     | Georgia Bell        | GBR  | 4:03,47    |
| 5     | Diribe Welteji      | ETH  | 4:03,82    |
| 6     | Revée Walcott-Nolan | GBR  | 4:04,60    |
| 7     | Agathe Guillemot    | FRA  | 4:04,94    |
| 8     | Salomé Afonso       | POR  | 4:06,18 PB |

3. März 2024

### 3000 m
| Platz | Athletin                | Land | Zeit (min) |
| ----- | ----------------------- | ---- | ---------- |
| 1     | Elle Purrier St. Pierre | USA  | 8:20,87 CR |
| 2     | Gudaf Tsegay            | ETH  | 8:21,13    |
| 3     | Beatrice Chepkoech      | KEN  | 8:22,68 NR |
| 4     | Jessica Hull            | AUS  | 8:24,39 AR |
| 5     | Laura Muir              | GBR  | 8:29,76 SB |
| 6     | Lemlem Hailu            | ETH  | 8:30,36 SB |
| 7     | Hirut Meshesha          | ETH  | 8:34,61    |
| 8     | Nozomi Tanaka           | JPN  | 8:36,03 AR |

2. März 2024

### 60 m Hürden
| Platz | Athletin            | Land | Zeit (s) |
| ----- | ------------------- | ---- | -------- |
| 1     | Devynne Charlton    | BAH  | 7,65 WR  |
| 2     | Cyréna Samba-Mayela | FRA  | 7,74     |
| 3     | Pia Skrzyszowska    | POL  | 7,79     |
| 4     | Masai Russell       | USA  | 7,81     |
| 5     | Sarah Lavin         | IRL  | 7,91     |
| 6     | Charisma Taylor     | BAH  | 7,92     |
| 7     | Cindy Sember        | GBR  | 7,92     |
| 8     | Luca Kozák          | HUN  | 8,01     |

3. März 2024

### 4 × 400 m Staffel
| Platz | Land               | Athleten                                                               | Zeit (min)    |
| ----- | ------------------ | ---------------------------------------------------------------------- | ------------- |
| 1     | Niederlande        | Lieke Klaver Cathelijn Peeters Lisanne de Witte Femke Bol              | 3:25,07 WL NR |
| 2     | Vereinigte Staaten | Quanera Hayes Talitha Diggs Bailey Lear Alexis Holmes                  | 3:25,34 SB    |
| 3     | Großbritannien     | Laviai Nielsen Lina Nielsen Ama Pipi Jessie Knight                     | 3:26,36 NR    |
| 4     | Belgien            | Naomi Van Den Broeck Helena Ponette Camille Laus Cynthia Bolingo       | 3:28,05 NR    |
| 5     | Irland             | Phil Healy Sophie Becker Róisín Harrison Sharlene Mawdsley             | 3:28,92       |
|       | Jamaika            | Lanae-Tava Thomas Andrenette Knight Charokee Young Stacey-Ann Williams | DNF           |

3. März 2024

### Hochsprung
| Platz | Athletin              | Land | Höhe (m) |
| ----- | --------------------- | ---- | -------- |
| 1     | Nicola Olyslagers     | AUS  | 1,99     |
| 2     | Jaroslawa Mahutschich | UKR  | 1,97     |
| 3     | Lia Apostolovski      | SLO  | 1,95 PB  |
| 4     | Christina Honsel      | GER  | 1,95 SB  |
| 5     | Angelina Topić        | SRB  | 1,92     |
| 6     | Morgan Lake           | GBR  | 1,92 SB  |
| 7     | Tatiana Gousin        | GRE  | 1,88     |
| 8     | Nadeschda Dubowizkaja | KAZ  | 1,88     |

1. März 2024

### Stabhochsprung
| Platz | Athletin           | Land | Höhe (m) |
| ----- | ------------------ | ---- | -------- |
| 1     | Molly Caudery      | GBR  | 4,80     |
| 2     | Eliza McCartney    | NZL  | 4,80     |
| 3     | Katie Moon         | USA  | 4,75     |
| 4     | Angelica Moser     | SUI  | 4,75 PB  |
| 5     | Sandi Morris       | USA  | 4,65     |
| 6     | Amálie Švábíková   | CZE  | 4,65 SB  |
| 7     | Katerina Stefanidi | GRE  | 4,55     |
| 8     | Margot Chevrier    | FRA  | 4,55     |

2. März 2024

### Weitsprung
| Platz | Athletin              | Land | Weite (m) |
| ----- | --------------------- | ---- | --------- |
| 1     | Tara Davis-Woodhall   | USA  | 7,07      |
| 2     | Monae’ Nichols        | USA  | 6,85 SB   |
| 3     | Fátima Diame          | ESP  | 6,78 SB   |
| 4     | Mikaelle Assani       | GER  | 6,77      |
| 5     | Annik Kälin           | SUI  | 6,75      |
| 6     | Milica Gardašević     | SRB  | 6,74 SB   |
| 7     | Larissa Iapichino     | ITA  | 6,69      |
| 8     | Alina Rotaru-Kottmann | ROU  | 6,46      |

3. März 2024

### Dreisprung
| Platz | Athletin          | Land | Weite (m)   |
| ----- | ----------------- | ---- | ----------- |
| 1     | Thea LaFond       | DMA  | 15,01 WL NR |
| 2     | Leyanis Pérez     | CUB  | 14,90 SB    |
| 3     | Ana Peleteiro     | ESP  | 14,75 NR    |
| 4     | Keturah Orji      | USA  | 14,36       |
| 5     | Jasmine Moore     | USA  | 14,15       |
| 6     | Charisma Taylor   | BAH  | 14,11 SB    |
| 7     | Kimberly Williams | JAM  | 14,07 SB    |
| 8     | Ilionis Guillaume | FRA  | 14,01       |

3. März 2024

### Kugelstoßen
| Platz | Athletin            | Land | Weite (m) |
| ----- | ------------------- | ---- | --------- |
| 1     | Sarah Mitton        | CAN  | 20,22     |
| 2     | Yemisi Ogunleye     | GER  | 20,19 PB  |
| 3     | Chase Jackson       | USA  | 19,67     |
| 4     | Maddison-Lee Wesche | NZL  | 19,62 PB  |
| 5     | Jessica Schilder    | NED  | 19,37     |
| 6     | Danniel Thomas-Dodd | JAM  | 19,12     |
| 7     | Maggie Ewen         | USA  | 18,96     |
| 8     | Axelina Johansson   | SWE  | 18,68     |

1. März 2024

### Fünfkampf
| Platz | Athletin       | Land | Punkte |
| ----- | -------------- | ---- | ------ |
| 1     | Noor Vidts     | BEL  | 4773   |
| 2     | Saga Vanninen  | FIN  | 4677   |
| 3     | Sofie Dokter   | NED  | 4571   |
| 4     | Sveva Gerevini | ITA  | 4559   |
| 5     | Verena Mayr    | AUT  | 4466   |
| 6     | Julija Loban   | UKR  | 4402   |
| 7     | Chari Hawkins  | USA  | 4388   |
| 8     | Bianca Salming | SWE  | 4317   |

1. März 2024

## Medaillenspiegel
Endstand nach 26 Entscheidungen
| Rang  | Nation             | Goldmedaille | Silbermedaille | Bronzemedaille | Σ  |
| ----- | ------------------ | ------------ | -------------- | -------------- | -- |
| 1     | Vereinigte Staaten | 6            | 9              | 5              | 20 |
| 2     | Belgien            | 3            | 0              | 1              | 4  |
| 3     | Neuseeland         | 2            | 2              | 0              | 4  |
| 4     | Niederlande        | 2            | 1              | 2              | 5  |
| 5     | Äthiopien          | 2            | 1              | 1              | 4  |
| 5     | Großbritannien     | 2            | 1              | 1              | 4  |
| 7     | Schweden           | 1            | 1              | 0              | 2  |
| 8     | Griechenland       | 1            | 0              | 1              | 2  |
| 9     | Australien         | 1            | 0              | 0              | 1  |
| 9     | Bahamas            | 1            | 0              | 0              | 1  |
| 9     | Burkina Faso       | 1            | 0              | 0              | 1  |
| 9     | Dominica           | 1            | 0              | 0              | 1  |
| 9     | Kanada             | 1            | 0              | 0              | 1  |
| 9     | Schweiz            | 1            | 0              | 0              | 1  |
| 9     | St. Lucia          | 1            | 0              | 0              | 1  |
| 16    | Italien            | 0            | 2              | 2              | 4  |
| 17    | Norwegen           | 0            | 2              | 0              | 2  |
| 18    | Frankreich         | 0            | 1              | 1              | 2  |
| 18    | Polen              | 0            | 1              | 1              | 2  |
| 20    | Algerien           | 0            | 1              | 0              | 1  |
| 20    | Deutschland        | 0            | 1              | 0              | 1  |
| 20    | Finnland           | 0            | 1              | 0              | 1  |
| 20    | Kuba               | 0            | 1              | 0              | 1  |
| 20    | Ukraine            | 0            | 1              | 0              | 1  |
| 25    | Jamaika            | 0            | 0              | 3              | 3  |
| 26    | Spanien            | 0            | 0              | 2              | 2  |
| 27    | Benin              | 0            | 0              | 1              | 1  |
| 27    | Estland            | 0            | 0              | 1              | 1  |
| 27    | Kenia              | 0            | 0              | 1              | 1  |
| 27    | Portugal           | 0            | 0              | 1              | 1  |
| 27    | Slowenien          | 0            | 0              | 1              | 1  |
| 27    | Südkorea           | 0            | 0              | 1              | 1  |
| total | total              | 26           | 26             | 26             | 78 |